# Drymusa armasi
Drymusa armasi is een spinnensoort uit de familie Drymusidae. De soort komt voor in Cuba.